# Coenosia rubriceps
Coenosia rubriceps este o specie de muște din genul Coenosia, familia Muscidae, descrisă de Frederick Wollaston Hutton în anul 1901. Conform Catalogue of Life specia Coenosia rubriceps nu are subspecii cunoscute.